# 152 (tal)

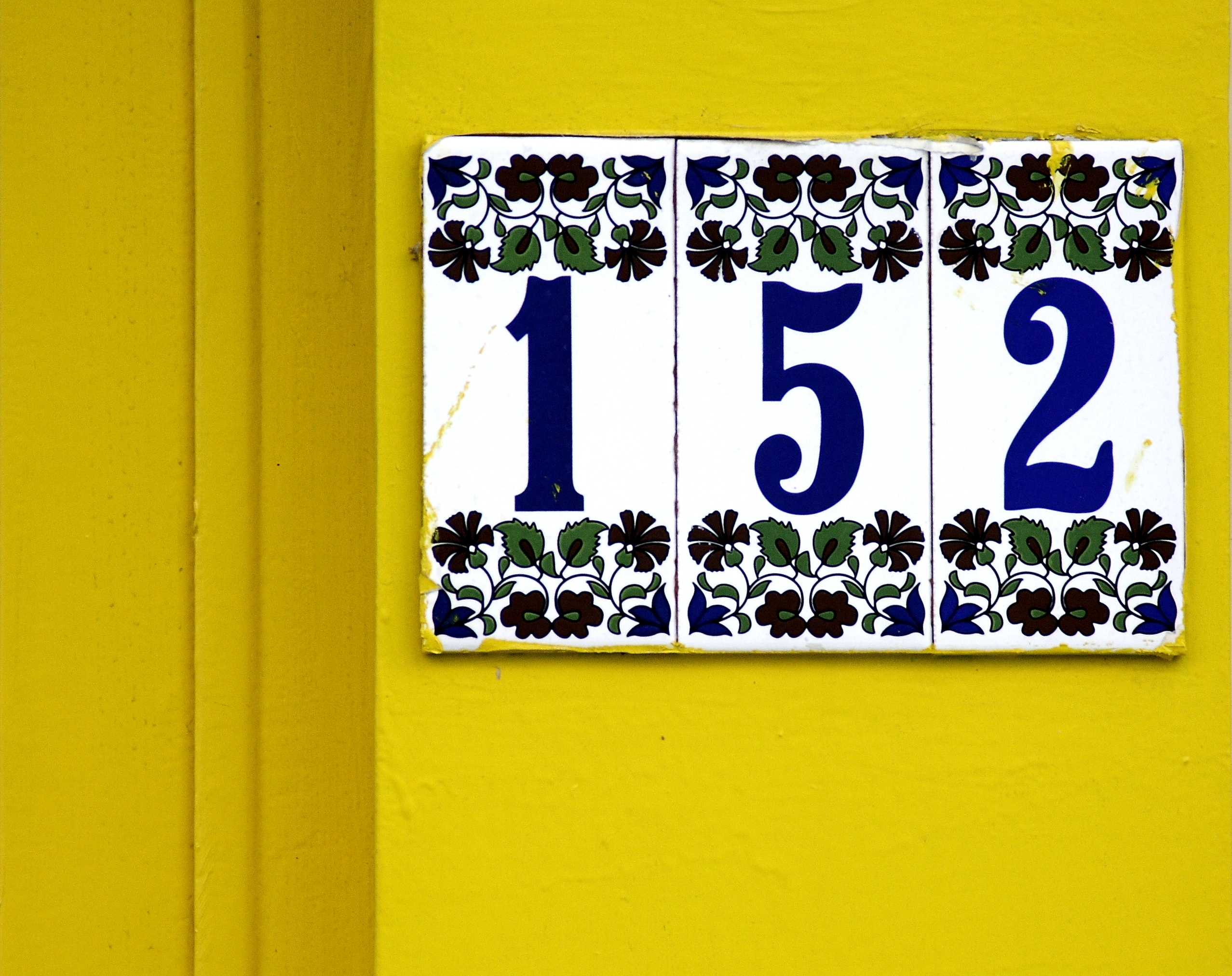
Husnummer 152.

152 är det naturliga talet som följer 151 och som följs av 153.

## Inom vetenskapen
- 152 Atala, en asteroid

## Inom matematiken
- 152 är ett jämnt tal
- 152 är ett Harshadtal